# 暖武里
暖武里是泰国暖武里府的一个城市。暖武里市截至2006年5月拥有人口266930人 ，是泰国第二大城市。由于其地理位置接近曼谷，实际上暖武里市已成为大曼谷的郊区、曼谷都市区的一部分。

## 市府所在地和领土
暖武里下轄5個Tambon，总面积为38.9平方公里。

## 人口
人口为266788人。 

## 交通
暖武里城市交通方便。由于位于曼谷都市圈里，旅客可以使用曼谷地铁紫线和曼谷大众运输管理局的巴士服务，而通过船只服务可以进行水上旅行。